# 팀 알퍼
팀 알퍼(Tim Alper, 1977년 ~ )는 1977년 영국 레딩의 영국-프랑스계 유대인 가정에서 태어나 어린 시절을 프랑스에서 보낸 대한민국의 푸드 칼럼니스트이다. 캔터베리 소재 켄트대학교을 졸업(철학·영화 전공)하고 케이터링 분야에서 요리사로 일하였으며 어린 시절부터 좋아하던 글쓰기에 영향을 받아 이후 런던 스쿨 오브 저널리즘을 졸업하고 영국의 지역 신문사와 사커인터내셔널 등 축구 웹사이트 등에서 프리랜서 번역가와 스포츠 기자, 작가로 일하였다. 영국 축구 정보사이트의 프리랜서 기자로 처음 대한민국에 방문한 2006년에 "1년 동안 머물겠다"는 당초 계획과 달리 "다이내믹한 한국인들과 버라이어티한 한국 음식의 매력에 빠졌다"는 팀 알퍼는 2007년에 대한민국으로 이주하여 파고다어학원 영어 강사를 하면서 정착한 이후 대한민국의 영문판 일간지 코리아IT타임스 에디터, 교통방송 영어 FM 프로듀서, 디자인하우스 시니어 에디터, 대한항공 기내지 모닝캄 영문판 편집자, 에델만 코리아 PR 매니저와 코리아헤럴드, 코리아타임스, 영국의 일간지 가디언, 주이시 크로니클 등에서 음식과 관련된 기명 칼럼을 연재하였으며 2013년에 서울문화사가 발행한 《에쎈》에 '30MINUTES COOKING'를 시작으로 본격 유럽 음식 에세이 《바나나와 쿠스쿠스》와 한국 생활 기록과 영국과 한국 문화의 차이점 등을 유머러스한 글에 담은 《우리 옆집에 영국남자가 산다》 등의 책을 단독 저술하고 『대한민국 행복지도』『기대 이상입니다』『결혼 생활』과 세계음식여행협회 안내서 Have Fork, Will Travel을 공동으로 저술했다. 2016년 1월 26일부터 조선일보에 매주 1회 '팀 알퍼의 한국 일기'를 기명 칼럼을 연재하고 있는 팀 알퍼는 중앙일보, 경향신문 주간조선 에쎈 등에도 기고하였으며 특히 영국인으로 대한민국에서 한국인 아내와 함께 살았던 경험을 바탕으로 2014년 주간조선에서 다문화 한국을 위한 조언을 하였다. 2019년 9월 22일 서울 신문로 축구회관 내에 있는 한국프로축구연맹 사무국에서 개최한 2019년도 제1차 회의에서 네이버 축구커뮤니티 K리그 월드 운영자인 송승재와 함께 K리그 발전을 위한 정책 자문기구인 'K리그 발전위원회 발전위원으로 위촉되었다. 인문학 과정에 특히 강점이 있는 켄트대학교 동문으로서 팀 알퍼는 주한 영국문화원이 2017년 8월 16일에 주최한 켄트대학교 설명회에서 학교 생활 경험과 대학 교육에 대한 생각을 나는 토크 행사에 참석했다. 달리기를 즐기는 팀 알퍼는 일요일 아침 한강변을 달린다. 대한민국으로 이주하기 전에 자신이 태어나고 자란 영국, 프랑스 뿐만 아니라 우크라이나, 스페인 등 여러 국가에서 살았던 팀 알퍼는 "처음에 한국에 왔을 때는 모든 게 영국과 다르니까 재미있었죠. 그러다 1년 정도 지나니 다 불편하고 싫었어요. 거기서 조금만 더 지나니 다 편해졌어요."고 말하면서 특히 대한민국의 선거 문화가 "파티 같다"고 하였다.